# À l'abordage (film, 2020)
Pour les articles homonymes, voir À l'abordage.
Pour plus de détails, voir Fiche technique et Distribution.
À l'abordage est un film français réalisé par Guillaume Brac, sorti en 2020.

## Synopsis
Félix, qui vit dans un quartier populaire de la région parisienne, fait la connaissance d'Alma lors d'une soirée d'été sur les bords de Seine. Cependant, Alma doit partir le lendemain en vacances avec ses parents dans leur maison de Die, dans la Drôme. Imaginant pouvoir passer des vacances idylliques, Félix décide de la rejoindre sans l'en informer. Accompagné de son ami Chérif, étudiant et employé d’une supérette qui trouve un prétexte pour obtenir une semaine de congé, il emprunte deux tentes et réserve une voiture par BlaBlaCar. Le conducteur, Édouard, jeune homme assez rigide, qui s'attendait à covoiturer avec des jeunes filles, est réticent à prendre en charge les deux jeunes hommes. Les relations entre le conducteur et ses passagers sont d'abord très tendues. Félix se moque même d'Édouard en le surnommant Chaton d'après le sobriquet utilisé par sa mère lors d'un appel téléphonique durant le trajet.
À l'arrivée, Félix convainc tout de même Édouard de traverser le centre de Die avant qu'il ne les dépose au camping. En manœuvrant dans une rue étroite, il endommage la voiture, qui appartient à sa mère. Le véhicule est immobilisé pour au moins une semaine pour réparation. Édouard est donc contraint de rester à Die au lieu de se rendre chez sa mère, comme prévu, et il prétend qu'il profite d'une rencontre avec des amis étudiants et de l'opportunité de faire du cyclisme dans les environs. Chérif lui propose de dormir au camping dans une de leurs tentes. Félix exigeant d'être seul, c'est Chérif qui partage sa tente avec Édouard.
Lorsque Félix téléphone à Alma, celle-ci lui répond froidement et explique qu'elle n'aime pas les surprises. Elle lui donne cependant un rendez-vous pour le lendemain. La rencontre n'a pas le charme de celle de Paris, puis la jeune fille se blesse au pied dans les rochers lorsque les deux jeunes gens vont se baigner à la rivière. Elle se fait soigner à un poste de secours par Martin, surveillant de baignade, et Félix fait preuve de jalousie à cause d'une prétendue drague entre les deux. Le lendemain, Alma utilise des prétextes pour ne pas rencontrer Félix jusqu'au moment où il la voit dans une rue le soir, alors qu'elle prétendait être au lit chez elle.
De son côté, Chérif fait la connaissance d'Héléna, une jeune mère dont le mari s'est absenté depuis plusieurs jours pour faire avancer le chantier de son futur restaurant. Il garde parfois son bébé, Nina, quand elle veut profiter un peu de ses vacances.
Alma et sa sœur, Lucie, retrouvent Félix et Édouard pour une descente en canyoning, encadrée par Martin et son ami Nicolas. Lors d'un passage qui fait paniquer Alma, Martin l'aide et la jeune femme le remercie en sautant dans ses bras, ce qui suscite la jalousie de Félix et de Lucie — qui est attirée par Martin — et déclenche une bagarre générale durant laquelle Édouard blesse accidentellement Nicolas. Après cette aventure, Alma rompt ouvertement sa relation avec Félix.
Félix annonce à Chérif qu'il souhaite repartir à Paris dès le lendemain matin, mais Chérif veut continuer à profiter de sa semaine dans la Drôme. Le soir même, après une soirée karaoké entre campeurs, Chérif et Héléna passent une nuit ensemble.

## Fiche technique
Sauf indication contraire, les informations mentionnées dans cette section peuvent être confirmées par la base de données cinématographiques IMDb,  présente dans la section « Liens externes ».
- Titre français : À l'abordage
- Réalisation : Guillaume Brac
- Scénario : Guillaume Brac et Catherine Paillé
- Costumes : Marine Galliano
- Décors : Marine Galliano
- Photographie : Alan Guichaoua
- Montage : Héloïse Pelloquet
- Production : Grégoire Debailly
- Sociétés de production : Geko Films, en coproduction avec Arte
- Société de distribution : Jour2Fête (France)
- Pays de production :  France
- Langues originales : français, anglais, allemand
- Format : couleur - 1,66:1 — 35 mm
- Genre : comédie, romance
- Durée : 95 minutes
- Dates de sortie :
  - Allemagne : 25 février 2020 (Berlinale)
  - France : 10 juin 2020 (Champs-Élysées Film Festival, en ligne) ; 21 juillet 2021 (sortie nationale)

## Distribution
Sauf indication contraire, les informations mentionnées dans cette section peuvent être confirmées par la base de données cinématographiques IMDb,  présente dans la section « Liens externes ».
- Éric Nantchouang : Félix, amoureux transi
- Salif Cissé : Chérif, ami de Félix
- Édouard Sulpice : Édouard, conducteur de BlaBlaCar
- Asma Messaoudene : Alma, jeune fille dont Félix est amoureux
- Ana Blagojevic : Héléna, campeuse, mère d'un bébé
- Lucie Gallo : Lucie, sœur d'Alma
- Martin Mesnier : Martin
- Nicolas Pietri : Nicolas
- Cécile Feuillet : Cécile
- Jordan Rezgui : Jordan
- Marie Anne Guerin : la mère d'Édouard (voix au téléphone)
- Irina Brac Laperrousaz[2] : Nina, la fille d'Héléna

## Distinctions

### Récompense
- Festival du film de Cabourg 2020 : Grand prix[3]

### Sélections
- Berlinale 2020 : sélection et mention spéciale du jury FIPRESCI en section « Panorama »[4]

### Exposition
- Accrochage La Seine, de 1977 à nos jours : premier de trois extraits (scène inaugurale où Félix arrive nuitamment en chasse aux danses latino de bord de Seine en été, dans l'un des amphithéâtres festifs, sur le fleuve, du jardin Tino Rossi à Paris 5e, les deux autres étant Les Passagers de la nuit puis Paris pieds nus) et d'une vidéo La Seine au cinéma ; accrochage du printemps 2024 au printemps 2025, en salle 1.61 du musée Carnavalet[réf. nécessaire].

## Sortie
Présenté en 2020 lors de la Berlinale (dans la section « Panorama »), le film est diffusé en 2021 sur la chaîne de télévision Arte, précédant la sortie en salle reportée du fait de la fermeture des cinémas lors de la pandémie de Covid-19.

## Accueil critique
En France, le site Allociné propose une moyenne de 3,9/5 à partir de l'interprétation des critiques de presse recensées.
Le film reçoit une très bonne critique sur Télérama où, pour Jérémie Couston, « la truculence et l'émotion cueillent le spectateur ». L'avis est partagé par Marilou Duponchel dans les Inrockuptibles, qui y voit « un conte doté d'un sous-texte politique sur la jeunesse contemporaine et une comédie de mœurs à la fois légère et profonde ». L'Humanité considère le film comme une « comédie remarquable et d'une fraîcheur absolue », jugeant qu'il s'agit d« 'une petite bulle d'air, dans le climat délétère actuel ».